# Ливайн, Джоэл
Джоэл С. Ливайн (англ. Joel S. Levine; род. 1942, Бруклин, США) — американский учёный планетарных и атмосферных наук.

## Биография
Ливайн родился в Бруклине в 1942 году. В возрасте 13 лет, после того как, увидел в школьном учебнике фотографии Марса, полученные в обсерватории Маунт-Вилсон, начал интересоваться астрономией. Вдохновившись, он сам попытался понаблюдать за планетами дома через телескоп. После окончания обучения в школе Томаса Джефферсона в 1960 году, он поступил в Бруклинский колледж.

### Карьера

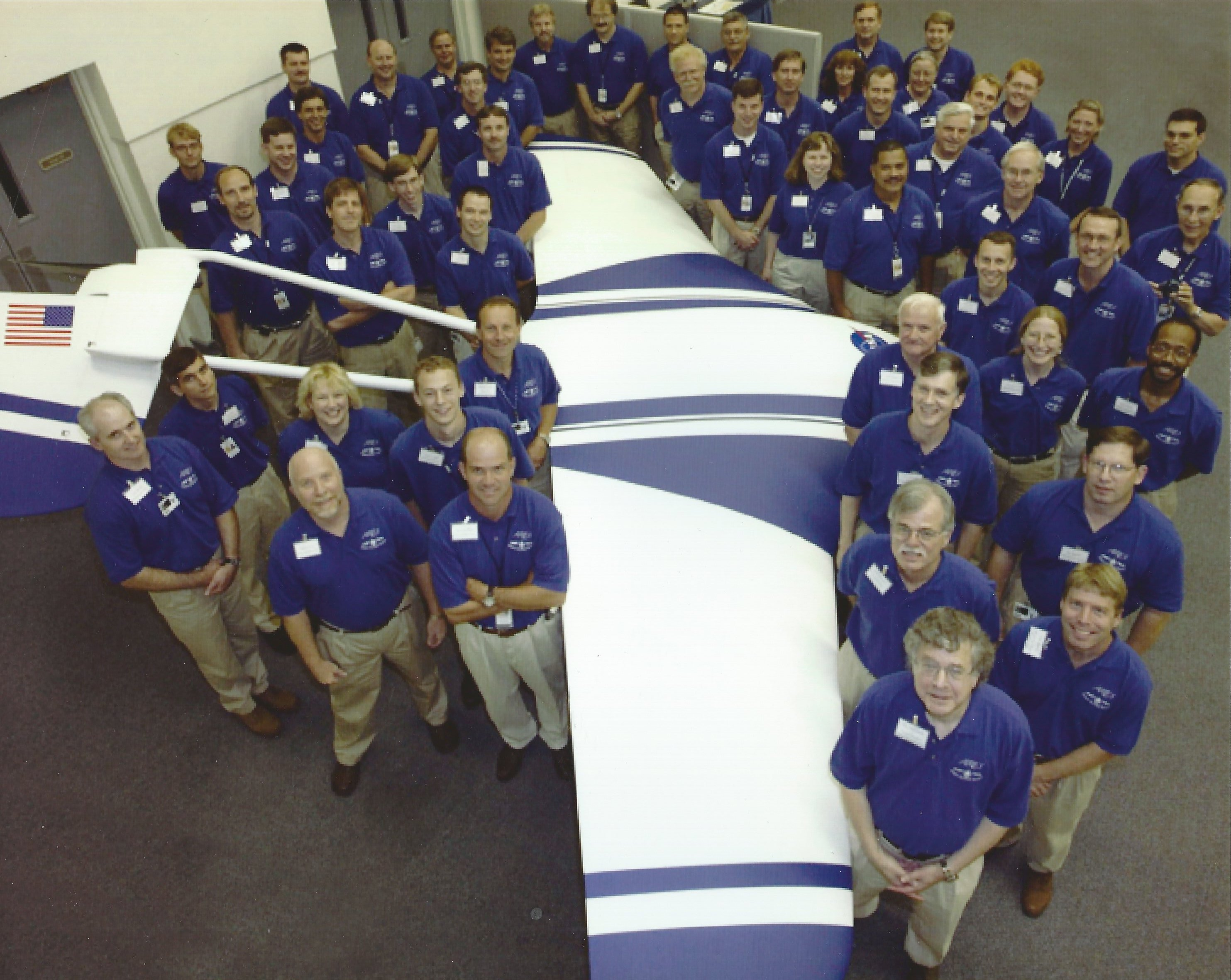
Ливайн (в правом нижнем углу) и исследовательская команда ARES рядом с испытательным самолётом в центре Лэнгли

Ливайн начал работу в Научно-исследовательском центре Лэнгли в июле 1970 года, и в 1990 начал работу в Колледже Вильгельма и Марии адъюнкт-профессором. После отставки в июле 2011 года в центре Лэнгли, Ливайн продолжил работу в качестве профессора в Колледже Вильгельма и Марии.
Во время работы в НАСА он приложил руку к созданию модели атмосферы Марса для использования в программе «Викинг» и созданию предлагаемой миссии программы ARES.

## Награды и премии
- Премия Халперна в области фотохимии Нью-Йоркской академии наук (1982)[2][6]
- Медаль «За выдающееся научное достижение» (1983)[2][6]
- Награда «Выдающийся учёный Вирджинии» (1987)[13][14]
- Премия Нью-Йоркского Международного фестиваля кино и телевидения в категории «Лучшая программа дистанционного обучения» (1994—1995)[6]
- Медаль «За выдающееся лидерство» (2006)[2][6]
- Премия Мичиганского университета «За заслуги выпускников» (2003)[6]
- Президентская премия от NABSE (2010)[13]
- Премия Бруклинского колледжа «Выдающийся выпускник» (2011)[15]
- Зал почёта Исследовательского центра Лэнгли (2017)[9]